# 게일터흐트

공식 지정된 게일터흐트

게일터흐트(아일랜드어: Gaeltacht [ˈɡeːl̪ˠt̪ˠəxt̪ˠ])란 아일랜드 정부에 의해 지정된, 아일랜드어(게일어)가 일상언어로 쓰이는 지역을 일컫는 용어이다. 일종의 언어보호구역이다. 아일랜드 자유국 성립이후 지정되었으며, 이는 아일랜드어(게일어) 부활을 최종목표로 하고 있다.
또한 아일랜드는 유럽 연합의 다른 국가와 협상을 아일랜드어를 유럽 연합의 공식 언어로 했다.

## 같이 보기
- 얼스터 아일랜드어